# أرجون: الأمير المحارب
أرجون: الأمير المحارب هو فيلم رسوم متحركة هندي من نوع الأكشن أنتج سنة 2012 . أخرج الفيلم أرناب شوديري وأنتجه شركة يو تي في مويشن بيكتشرز وشركة والت ديزني الهند. صدر الفيلم في الهند في 25 مايو 2012. استوديوهات أفلام والت ديزني عقد أسبوع مشاركة محدودة في 1 سبتمبر 2012 في مسرح الكابتن للتأهل للتأهل للحصول علي جوائز الأوسكار . ومع ذلك، فإن الفيلم لم يتم  ترشيحه.

## طاقم العمل
- يودفير باكوليا بدور أرجون
- آانجيان سريفاستاف بدور قيراط/شيفا
- ساشين خيديكار بدور اللورد كريشنا
- راجيشواري سشدف بدور منتشر في المواقع الاجتماعية
- أشوك بانثيا بدور بيم
- رافي خانويلكار بدور درونا
- هيمانت ماهور بدور ديريودان
- براجيش جها بدور يوديشتير
- فيجاي كاشياب بدور شاكوني
- إيلا أرون بدور كونتي
- فيشنو شارما بدور بيشما

## وصلات خارجية
- أرجون: الأمير المحارب على موقع IMDb (الإنجليزية)
- أرجون: الأمير المحارب على موقع روتن توميتوز (الإنجليزية)
- أرجون: الأمير المحارب على موقع نتفليكس (الإنجليزية)
- أرجون: الأمير المحارب على موقع ألو سيني (الفرنسية)
- أرجون: الأمير المحارب على موقع أول موفي (الإنجليزية)
- أرجون: الأمير المحارب على موقع بوكس أوفيس موجو (الإنجليزية)
- أرجون: الأمير المحارب على موقع فيلمافينيتي (الإسبانية)
- أرجون: الأمير المحارب على موقع قاعدة بيانات الفيلم (الإنجليزية)
- أرجون: الأمير المحارب على موقع ليتربوكسد (الإنجليزية)
- أرجون: الأمير المحارب على موقع كينوبويسك (الروسية)